# Périm
Périm, également appelée Mayyun, en arabe بريم Barīm, en portugais Meyo, est une île du Yémen faisant face aux côtes de Djibouti.Elle est baignée par la mer Rouge et se localise plus précisément dans le détroit de Bab-el-Mandeb reliant la mer Rouge au nord-nord-ouest au golfe d'Aden au sud-est.
L'île est une possession britannique de 1857 à 1967.

## Géographie

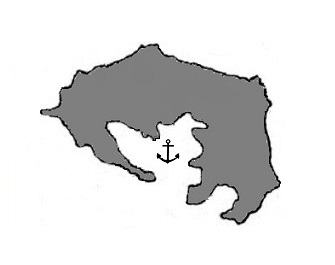
Carte de Périm.

Périm est une île en forme de croissant très refermé sur lui-même, délimitant ainsi une baie et plusieurs criques formant un port naturel. Culminant à 65 mètres d'altitude, l'île est constituée de lave et de débris calcaire.
L'île est située dans le détroit de Bab-el-Mandeb qui relie la mer Rouge située au nord-nord-ouest au golfe d'Aden situé au sud-est. L'île est considérée comme asiatique en raison de son appartenance au Yémen et de la plus grande proximité des côtes asiatiques qu'africaines. En effet, le bras de mer séparant l'île du Yémen, le détroit d'Alexandre ou Bab Iskender, est large de 3,2 kilomètres tandis que celui la séparant de l'Afrique, le Dact-el-Mayun, est large de 25,6 kilomètres.
L'île est située dans le prolongement de la péninsule de Cheikh Saïd située dans l'extrême sud-ouest du Yémen et de la péninsule arabique, entourée au sud-ouest par les côtes djiboutiennes formées par le bloc Danakil, en face de la petite ville côtière de Moulhoule.
Périm constitue la partie émergée d'un volcan né de l'ouverture de la vallée du Grand Rift et de la mer Rouge. Émettant des laves basaltiques fluides au cours d'éruptions relativement peu explosives, il est classé comme volcan rouge.

### Climat
Périm est soumise à un climat désertique qui entraîne un manque important de précipitations. Avec la mer Rouge qui entoure l'île, le climat est plus frais que sur les côtes continentales.

### Faune et flore
En raison de l'aridité de l'île causée par l'absence de cours d'eau et la faiblesse des précipitations, la végétation de Périm est sporadique.

### Phare

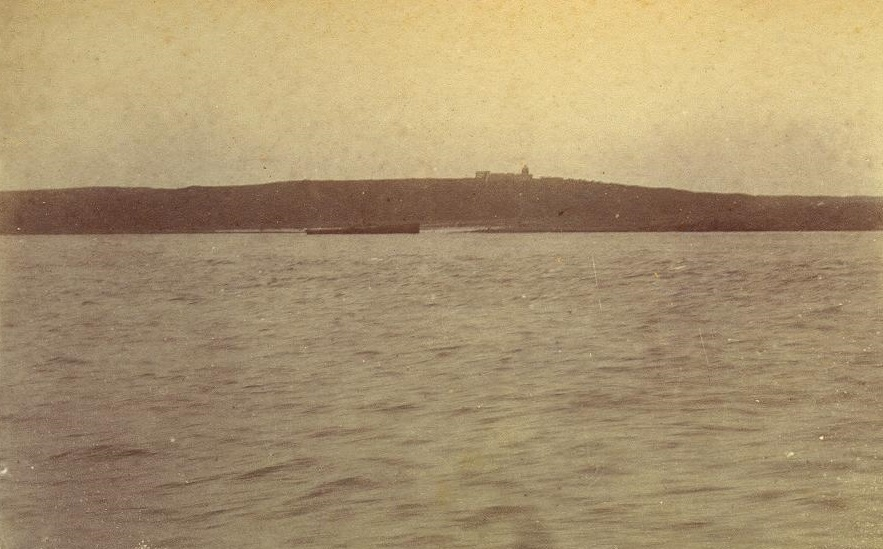
L'île et le phare de Périm en 1883.

Le phare de Périm est utilisé comme aide à la navigation maritime dans le détroit de Bab-el-Mandeb. Inauguré en 1861, sa tour de 11 mètres est agrandie à 81 mètres de hauteur en 1912.

## Histoire

### Antiquité
Périm était connue du temps de la Grèce et de la Rome antique, citée et connue sous le nom de Diodore, en grec ancien Διόδωρος / Diódôros, par Pline l'Ancien dans Le Périple de la mer Érythrée, 25, et Ptolémée, IV, 7, 2, et 3.

### Premières occupations
Différentes puissances coloniales européennes présentes dans l'océan Indien avec des comptoirs et colonies à partir du XVIe siècle tentent de s'établir sur Périm qui constitue un intérêt stratégique majeur car situé sur la route des Indes. C'est pour cette raison que les Portugais tentent de s'y établir en 1513 mais ils sont repoussés par les Ottomans. C'est pour la même raison que la France l'occupe à partir de 1738 mais elle en est délogée par la Compagnie britannique des Indes orientales en 1799 car les Britanniques cherchent à prévenir les troupes de Napoléon Ier qui mènent de 1799 à 1801 la campagne d'Égypte,.

### Période britannique

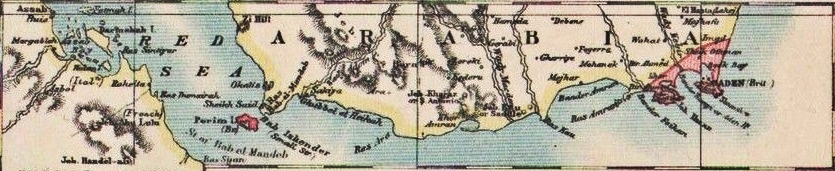
Les possessions britanniques de Périm et d'Aden illustrées sur une carte de 1899.

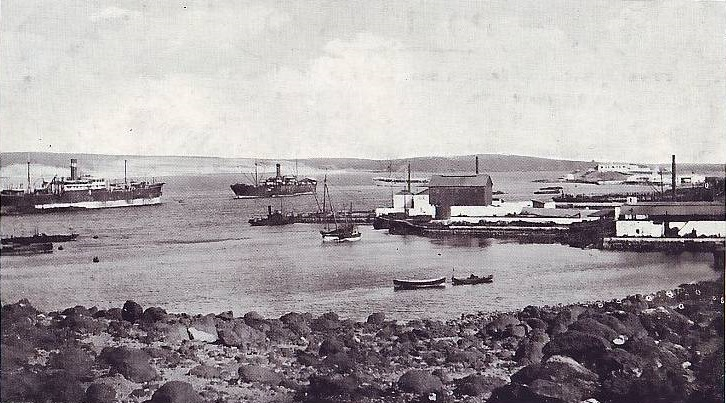
Vapeurs en attente de ravitaillement vers 1910

Le Royaume-Uni réoccupe Périm en 1857 et l'intègre à Aden, ville qu'il occupe depuis 1839. Les Britanniques y construisent un phare inauguré quatre ans plus tard. Durant les deux décennies suivantes, la présence britannique se limite au personnel du phare et à un petit détachement de Cipayes détaché de la garnison d'Aden. Le recensement de 1881 dénombre 149 résidents. Sa localisation est utilisée pour le passage d'un câble télégraphique sous-marin entre Aden et Obock, construit par la société Eastern Telegraph Company (autorisée en 1889 pour une concession de vingt ans).
Les Britanniques confèrent à l'île un rôle stratégique grâce à sa localisation sur la route des Indes. D'abord, elle leur permet de bloquer les ambitions françaises en mer Rouge. Ensuite, elle sert de lieu de ravitaillement en charbon à partir de 1883 pour les navires empruntant le canal de Suez ; cette fonction est interrompue en 1936, car l'usage du pétrole s'est substitué au charbon. Avec l'amorce des activités de ravitaillement, la population augmente rapidement, passant de 986 en 1891 à 1 236 en 1901. Jusqu'au début des années 1930, Périm est un sérieux concurrent d'Aden en ce qui concerne les activités de ravitaillement en charbon. Cette situation géographique est aussi utilisée pour la contrebande d'armes, activité répandue dans le golfe d'Aden et en Somalie et contre laquelle le gouvernement britannique s'engage en 1909 aux côtés de la France et l'Italie.
En novembre 1914, peu de temps après la déclaration de guerre entre le Royaume-Uni et l'Empire ottoman, des troupes de l'Inde britannique débarquent sur la péninsule de Cheikh Saïd en face de Périm et détruisent le petit fort turc et les canons Krupp qui s'y trouvent. Le 14 juin 1915, les Britanniques repoussent avec succès une tentative de débarquement turc à partir de Cheikh Saïd,.

### République démocratique populaire du Yémen
En 1967, la Fédération d'Arabie du Sud et le Protectorat d'Arabie du Sud deviennent indépendants et fusionnent sous le nom de République démocratique populaire du Yémen. La population vote pour son rattachement à ce nouvel État. L'île de Périm demeure néanmoins l'objet d'un contentieux territorial avec la République arabe du Yémen. Les Britanniques, en prévision de ce contentieux, envisagèrent avant l'indépendance de placer Périm sous administration internationale du fait de sa position stratégique, mais l'ONU refusa.
Les États-Unis affirment durant la Guerre froide que le Yémen du Sud permettait à l'URSS d'y avoir une base navale sur l'île, affirmation relayée par la presse. Il n'y en a cependant jamais eue ; une affirmation similaire existait à propos de Socotra.

### République du Yémen
Avec la réunification de la République démocratique populaire du Yémen et de la République arabe du Yémen qui forment la République du Yémen, le contentieux de l'île de Périm prend fin.
La France et le Yémen avaient envisagé en 2009 de bâtir à Périm un port artificiel pour renforcer le dispositif de lutte contre la piraterie dans cette partie de l'océan Indien.
Il existe un projet de pont entre Djibouti et le Yémen, qui passerait par Périm. Cependant, la guerre civile yéménite, qui se déroule depuis 2014, ainsi que la faiblesse de l'économie des deux États rendent ce projet non viable.
À partir de 2015, les Émirats arabes unis essaient de construire une piste d'atterrissage sur l'île, initialement une piste de trois kilomètres de long, afin de surveiller le détroit de Bab-el-Mandeb ; mais le chantier est interrompu. D'après des militaires yéménites, le chantier reprend au printemps 2021, alors que le Yémen est encore divisé par la guerre civile depuis 2014. Des images satellites montrent, le 18 mai, une piste achevée de 1,85 km et trois hangars. L'aménagement est attribué aux Émirats arabes unis étant donné l'origine des navires et des entreprises de construction repérées à Périm, mais sans l'accord du gouvernement yéménite reconnu par la communauté internationale.